# پرویز سیروس‌پور

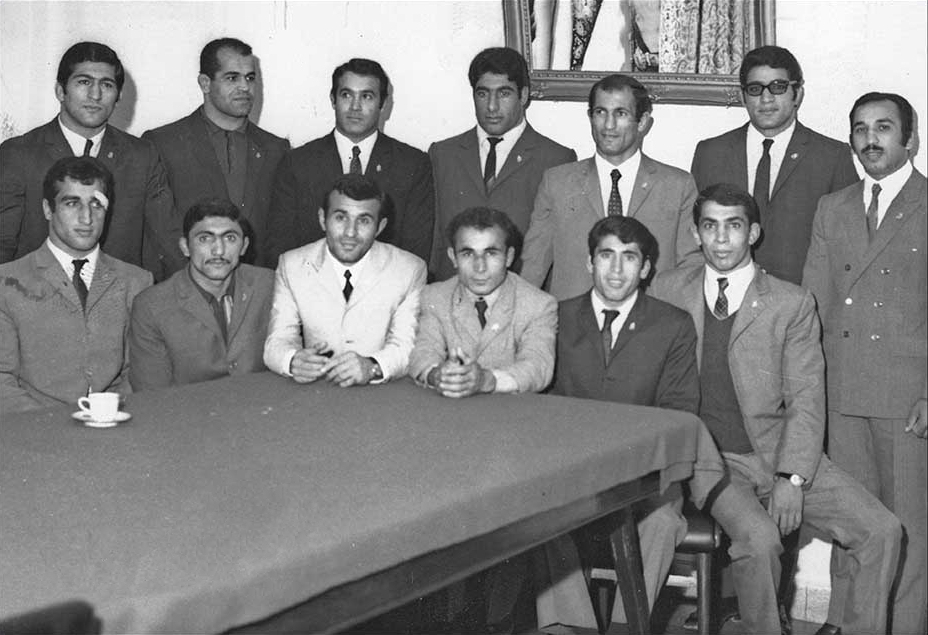
تیم کشتی اعزامی ایران به تورنمنت جام تاتراس ۱۹۶۹. پرویز سیروس‌پور اولین نفر ایستاده از راست.

پرویز سیروس‌پور کشتی‌گیر و مربی کشتی آزاد ایرانی بود. وی سابقهٔ مربی‌گری تیم ملی کشتی آزاد ایران را در المپیک ۱۹۷۲ مونیخ و رقابت‌های قهرمانی جهان ۱۹۶۷ دهلی نو، ۱۹۷۰ ادمونتون، ۱۹۷۱ صوفیه، ۱۹۷۵ مینسک، ۱۹۷۷ لوزان، ۱۹۷۸ مکزیکوسیتی و ریاست فدراسیون کشتی ایران را از سال ۱۳۷۷ تا ۱۳۷۹ بر عهده داشت. وی همسر پری فردی است.
سیروس‌پور در ۳۰ مهر ۱۴۰۰ بر اثر ابتلا به کووید-۱۹ درگذشت.